# 阿里斯山苏丁
阿里斯·山苏丁，马来西亚政治人物，土著团结党巴力士隆区部主席，马来西亚柔佛州议会圣模那前州议员，曾是国阵巫统党员。2022年柔佛州选举上阵圣模那但败选。

## 政治生涯
在2004年马来西亚大选，他代表国阵竞选圣模那州议席并当选为州议员，并在2008年蝉联州议员。
2016年，阿里斯山苏丁退出巫统，加入土著团结党。他在2020年土著团结党党选举当选为巴力士隆区部主席。
在2022年柔佛州选举，他代表国盟上阵圣模那州议席但输给来自国阵的莫哈末法立卡立。